# بريتل (أورن)
بريتل هي بلدية في أورن في شمال غرب فرنسا.